# Superliga de Dinamarca 2025-26
La Superliga de Dinamarca 2025-26 (también conocida como 3F Superliga por razones de patrocinio) es la 36.ª edición de la máxima competición profesional de fútbol en Dinamarca. El torneo comenzó el 18 de julio de 2025 y finalizará en 2026.
Un total de 12 equipos participan en la competición, incluyendo 10 equipos de la temporada anterior y 2 provenientes de la Primera División de Dinamarca 2024-25.
El Copenhague es el campeón defensor.

## Sistema de competición
La competición consta de un grupo único integrado por doce clubes de toda la geografía dinamarca. Siguiendo un sistema de liga, los doce equipos se enfrentan todos contra todos en dos ocasiones, una en campo propio y otra en campo contrario, sumando un total de 22 jornadas. El orden de los encuentros se decide por sorteo antes de empezar la competición y la clasificación final se establece teniendo en cuenta los puntos obtenidos en cada enfrentamiento, a razón de tres por partido ganado, uno por empate y ninguno en caso de derrota.

### Clasificación para competiciones europeas
El mejor equipo se clasificará para la Liga de Campeones de la UEFA 2026-27. El campeón de la Copa de Dinamarca 2025-26 no clasificado a la Liga de Campeones de la UEFA 2026-27 clasificará a la Liga Europa de la UEFA 2026-27. Los siguientes dos mejores equipos ubicados no clasificados a la Liga de Campeones de la UEFA 2026-27 y a la Liga Europa de la UEFA 2026-27 clasificarán a la Liga Conferencia de la UEFA 2026-27 y los últimos dos descenderán a la Primera División de Dinamarca 2026-27.
No obstante, esta distribución se puede ver alterada si alguno de los equipos que han obtenido una plaza en alguna competición europea a través de las competiciones nacionales hubiera obtenido una plaza diferente tras la consecución de algún título europeo en la misma temporada, o hubiera obtenido dos plazas distintas en competiciones nacionales (una a través de la Liga y otra a través de la Copa), provocando así las siguientes dos excepciones:
- Excepción de la Copa de Dinamarca: Si un equipo obtiene una plaza para la Liga Europa de la UEFA por ganar la Copa de Dinamarca, pero finaliza la temporada en el primer lugar de la 3F Superliga, la plaza obtenida en Copa pasa al segundo clasificado, siendo el equipo clasificado en cuarto lugar quien acceda a la plaza de la Liga Conferencia de la UEFA.

## Relevos
Doce equipos compiten en la liga: los 10 mejores equipos de la 3F Superliga 2024-25 y los 2 equipos promovidos de la Primera División de Dinamarca 2024-25.
Odense regresa inmediatamente a la 3F Superliga, ganando el título de la Primera División de Dinamarca 2024-25 en una aparición poco común en el nivel inferior. Fredericia se une a Odense en la promoción, marcando la primera aparición de ese club en la máxima categoría en su existencia. Reemplazarán a Lyngby y Aalborg, poniendo fin a sus períodos de 3 y 1 año en la máxima categoría, respectivamente.
| Pos. | Descendidos a Primera División de Dinamarca |
| ---- | ------------------------------------------- |
| 11.º | Lyngby                                      |
| 12.º | Aalborg                                     |

| Pos. | Ascendidos de Primera División de Dinamarca |
| ---- | ------------------------------------------- |
| 1.º  | Odense                                      |
| 2.º  | Fredericia                                  |

## Información
| Equipo       | Ciudad        | Entrenador         | Estadio               | Capacidad | Proveedor        |
| ------------ | ------------- | ------------------ | --------------------- | --------- | ---------------- |
| Aarhus       | Aarhus        | Jakob Poulsen      | Ceres Park            | 19 433    | Craft Sportswear |
| Brøndby      | Brøndbyvester | Frederik Birk      | Brøndby Stadium       | 28 000    | Hummel           |
| Copenhague   | Copenhague    | Jacob Neestrup     | Parken Connected By 3 | 38 065    | Adidas           |
| Fredericia   | Fredericia    | Michael Hansen     | Monjasa Park          | 6 000     | Hummel           |
| Midtjylland  | Herning       | Thomas Thomasberg  | MCH Arena             | 12 148    | Puma             |
| Nordsjælland | Farum         | Jens Olsen         | Right to Dream Park   | 10 300    | Nike             |
| Odense       | Odense        | Alexander Zorniger | Nature Energy Park    | 15 790    | Macron           |
| Randers      | Randers       | Rasmus Bertelsen   | Cepheus Park Randers  | 11 801    | Puma             |
| Silkeborg    | Silkeborg     | Kent Nielsen       | JYSK Park             | 10 000    | Adidas           |
| SønderjyskE  | Haderslev     | Thomas Nørgaard    | Sydbank Park          | 10 100    | Hummel           |
| Vejle        | Vejle         | Ivan Prelec        | Vejle Stadion         | 11 060    | Adidas           |
| Viborg       | Viborg        | Nickolai Lund      | Energi Viborg Arena   | 10 000    | Capelli Sport    |

### Cambios de entrenadores
| Equipo | Entrenador (Jornadas)          | Fecha de vacante    | Tipo de salida        | Posición en la tabla | Entrenador entrante | Fecha de nombramiento |
| ------ | ------------------------------ | ------------------- | --------------------- | -------------------- | ------------------- | --------------------- |
| Odense | Søren Krogh                    | 31 de mayo de 2025  | Despedido             | Pretemporada         | Alexander Zorniger  | 31 de mayo de 2025    |
| Vejle  | Steffen Kielstrup Johnny Mølby | 31 de mayo de 2025  | Fin de contrato       | Pretemporada         | Ivan Prelec         | 5 de junio de 2025    |
| Aarhus | Uwe Rösler                     | 31 de mayo de 2025  | Despedido             | Pretemporada         | Jakob Poulsen       | 20 de junio de 2025   |
| Viborg | Jakob Poulsen                  | 20 de junio de 2025 | Contratado por Aarhus | Pretemporada         | Nickolai Lund INT   | 16 de julio de 2025   |

## Localización
| Región            | N.º | Equipos                                          |
| ----------------- | --- | ------------------------------------------------ |
| Jutlandia Central | 5   | Aarhus, Midtjylland, Randers, Silkeborg y Viborg |
| Dinamarca del Sur | 4   | Fredericia, Odense, SønderjyskE y Vejle          |
| Capital           | 3   | Brøndby, Copenhague y Nordsjælland               |

## Clasificación
| Pos. | Equipo       | Pts. | PJ | G | E | P | GF | GC | Dif. | Clasificación 2025-26 |
| ---- | ------------ | ---- | -- | - | - | - | -- | -- | ---- | --------------------- |
| 1    | Copenhague   | 12   | 5  | 4 | 0 | 1 | 12 | 6  | +6   | Grupo Campeonato      |
| 2    | Brøndby      | 12   | 5  | 4 | 0 | 1 | 8  | 3  | +5   | Grupo Campeonato      |
| 3    | Midtjylland  | 9    | 5  | 2 | 3 | 0 | 14 | 8  | +6   | Grupo Campeonato      |
| 4    | Aarhus       | 8    | 5  | 2 | 2 | 1 | 10 | 6  | +4   | Grupo Campeonato      |
| 5    | Fredericia   | 7    | 5  | 2 | 1 | 2 | 10 | 10 | 0    | Grupo Campeonato      |
| 6    | Randers      | 7    | 5  | 2 | 1 | 2 | 6  | 7  | −1   | Grupo Campeonato      |
| 7    | Odense       | 7    | 5  | 2 | 1 | 2 | 10 | 15 | −5   | Grupo Descenso        |
| 8    | Viborg       | 6    | 5  | 2 | 0 | 3 | 8  | 9  | −1   | Grupo Descenso        |
| 9    | Silkeborg    | 6    | 5  | 2 | 0 | 3 | 7  | 10 | −3   | Grupo Descenso        |
| 10   | Vejle        | 4    | 5  | 1 | 1 | 3 | 6  | 7  | −1   | Grupo Descenso        |
| 11   | SønderjyskE  | 4    | 5  | 1 | 1 | 3 | 8  | 13 | −5   | Grupo Descenso        |
| 12   | Nordsjælland | 3    | 5  | 1 | 0 | 4 | 8  | 13 | −5   | Grupo Descenso        |

Actualizado a los partidos jugados el 18 de agosto de 2025.
 Fuente: 3F Superliga
Criterios de clasificación: Puntos · Diferencia de goles · Goles a favor · Goles a favor como visitante · Play Off · Sorteo

## Evolución de la clasificación
| Equipo       | 01 | 02 | 03 | 04 | 05 | 06 | 07 | 08 | 09 | 10 | 11 | 12 | 13 | 14 | 15 | 16 | 17 | 18 | 19 | 20 | 21 | 22 |
| ------------ | -- | -- | -- | -- | -- | -- | -- | -- | -- | -- | -- | -- | -- | -- | -- | -- | -- | -- | -- | -- | -- | -- |
| Copenhague   | 2  | 2  | 1  |    |    |    |    |    |    |    |    |    |    |    |    |    |    |    |    |    |    |    |
| Randers      | 7  | 5  | 2  |    |    |    |    |    |    |    |    |    |    |    |    |    |    |    |    |    |    |    |
| Brøndby      | 1  | 1  | 3  |    |    |    |    |    |    |    |    |    |    |    |    |    |    |    |    |    |    |    |
| Midtjylland  | 5  | 3  | 4  |    |    |    |    |    |    |    |    |    |    |    |    |    |    |    |    |    |    |    |
| Vejle        | 9  | 9  | 5  |    |    |    |    |    |    |    |    |    |    |    |    |    |    |    |    |    |    |    |
| Odense       | 4  | 4  | 6  |    |    |    |    |    |    |    |    |    |    |    |    |    |    |    |    |    |    |    |
| SønderjyskE  | 8  | 10 | 7  |    |    |    |    |    |    |    |    |    |    |    |    |    |    |    |    |    |    |    |
| Nordsjælland | 3  | 7  | 8  |    |    |    |    |    |    |    |    |    |    |    |    |    |    |    |    |    |    |    |
| Viborg       | 11 | 11 | 9  |    |    |    |    |    |    |    |    |    |    |    |    |    |    |    |    |    |    |    |
| Fredericia   | 10 | 6  | 10 |    |    |    |    |    |    |    |    |    |    |    |    |    |    |    |    |    |    |    |
| Aarhus       | 6  | 8  | 11 |    |    |    |    |    |    |    |    |    |    |    |    |    |    |    |    |    |    |    |
| Silkeborg    | 12 | 12 | 12 |    |    |    |    |    |    |    |    |    |    |    |    |    |    |    |    |    |    |    |

## Resultados

### Primera vuelta
| Jornada 1   | Jornada 1 | Jornada 1    | Jornada 1           | Jornada 1   | Jornada 1 | Jornada 1    |
| Local       | Resultado | Visitante    | Estadio             | Fecha       | Hora      | Espectadores |
| ----------- | --------- | ------------ | ------------------- | ----------- | --------- | ------------ |
| Viborg      | 2 – 3     | Copenhague   | Energi Viborg Arena | 18 de julio | 19:00     | 6 696        |
| Fredericia  | 2 – 3     | Nordsjælland | Monjasa Park        | 20 de julio | 14:00     | 2 715        |
| Vejle       | 1 – 1     | Randers      | Vejle Stadion       | 20 de julio | 14:00     | 7 371        |
| SønderjyskE | 1 – 1     | Aarhus       | Sydbank Park        | 20 de julio | 16:00     | 6 175        |
| Midtjylland | 3 – 3     | Odense       | MCH Arena           | 20 de julio | 18:00     | 9 813        |
| Brøndby     | 3 – 0     | Silkeborg    | Brøndby Stadium     | 20 de julio | 20:00     | 21 523       |

| Jornada 2    | Jornada 2 | Jornada 2   | Jornada 2             | Jornada 2   | Jornada 2 | Jornada 2    |
| Local        | Resultado | Visitante   | Estadio               | Fecha       | Hora      | Espectadores |
| ------------ | --------- | ----------- | --------------------- | ----------- | --------- | ------------ |
| Aarhus       | 1 – 2     | Randers     | Ceres Park            | 25 de julio | 19:00     | 8 215        |
| Copenhague   | 2 – 0     | Vejle       | Parken Connected By 3 | 26 de julio | 18:00     | 22 403       |
| Odense       | 3 – 1     | Viborg      | Nature Energy Park    | 27 de julio | 14:00     | 12 394       |
| Silkeborg    | 0 – 2     | Fredericia  | JYSK Park             | 27 de julio | 16:00     | 3 554        |
| Nordsjælland | 0 – 1     | Brøndby     | Right to Dream Park   | 27 de julio | 18:00     | 6 711        |
| Midtjylland  | 6 – 2     | SønderjyskE | MCH Arena             | 28 de julio | 19:00     | 8 861        |

| Jornada 3   | Jornada 3 | Jornada 3    | Jornada 3            | Jornada 3   | Jornada 3 | Jornada 3    |
| Local       | Resultado | Visitante    | Estadio              | Fecha       | Hora      | Espectadores |
| ----------- | --------- | ------------ | -------------------- | ----------- | --------- | ------------ |
| Fredericia  | 0 – 2     | Copenhague   | Monjasa Park         | 1 de agosto | 18:00     | 6 288        |
| Vejle       | 4 – 0     | Odense       | Vejle Stadion        | 1 de agosto | 20:00     | 10 187       |
| Randers     | 1 – 0     | Silkeborg    | Cepheus Park Randers | 3 de agosto | 14:00     | 5 751        |
| SønderjyskE | 3 – 2     | Nordsjælland | Sydbank Park         | 3 de agosto | 14:00     | 4 011        |
| Aarhus      | 0 – 0     | Midtjylland  | Ceres Park           | 3 de agosto | 16:00     | 8 432        |
| Brøndby     | 0 – 2     | Viborg       | Brøndby Stadium      | 3 de agosto | 18:00     | 21 909       |

| Jornada 4   | Jornada 4 | Jornada 4    | Jornada 4             | Jornada 4    | Jornada 4 | Jornada 4    |
| Local       | Resultado | Visitante    | Estadio               | Fecha        | Hora      | Espectadores |
| ----------- | --------- | ------------ | --------------------- | ------------ | --------- | ------------ |
| Copenhague  | 2 – 3     | Aarhus       | Parken Connected By 3 | 8 de agosto  | 18:00     | T.B.D        |
| Viborg      | 1 – 0     | SønderjyskE  | Energi Viborg Arena   | 8 de agosto  | 20:00     | T.B.D        |
| Midtjylland | 3 – 3     | Fredericia   | MCH Arena             | 10 de agosto | 14:00     | T.B.D        |
| Silkeborg   | 4 – 2     | Nordsjælland | JYSK Park             | 10 de agosto | 16:00     | T.B.D        |
| Brøndby     | 2 – 1     | Vejle        | Brøndby Stadium       | 10 de agosto | 18:00     | T.B.D        |
| Odense      | 3 – 2     | Randers      | Nature Energy Park    | 11 de agosto | 19:00     | T.B.D        |

| Jornada 5    | Jornada 5 | Jornada 5   | Jornada 5            | Jornada 5    | Jornada 5 | Jornada 5    |
| Local        | Resultado | Visitante   | Estadio              | Fecha        | Hora      | Espectadores |
| ------------ | --------- | ----------- | -------------------- | ------------ | --------- | ------------ |
| Nordsjælland | 1 – 3     | Copenhague  | Right to Dream Park  | 15 de agosto | 18:00     | T.B.D        |
| Fredericia   | 3 – 2     | SønderjyskE | Monjasa Park         | 15 de agosto | 20:00     | T.B.D        |
| Vejle        | 0 – 2     | Midtjylland | Vejle Stadion        | 17 de agosto | 14:00     | T.B.D        |
| Viborg       | 2 – 3     | Silkeborg   | Energi Viborg Arena  | 17 de agosto | 16:00     | T.B.D        |
| Randers      | 0 – 2     | Brøndby     | Cepheus Park Randers | 17 de agosto | 18:00     | T.B.D        |
| Odense       | 1 – 5     | Aarhus      | Nature Energy Park   | 18 de agosto | 19:00     | T.B.D        |

| Jornada 6    | Jornada 6 | Jornada 6 | Jornada 6             | Jornada 6    | Jornada 6 | Jornada 6    |
| Local        | Resultado | Visitante | Estadio               | Fecha        | Hora      | Espectadores |
| ------------ | --------- | --------- | --------------------- | ------------ | --------- | ------------ |
| Copenhague   | v.s.      | Odense    | Parken Connected By 3 | 22 de agosto | 19:00     | T.B.D        |
| Fredericia   | v.s.      | Randers   | Monjasa Park          | 24 de agosto | 14:00     | T.B.D        |
| Midtjylland  | v.s.      | Silkeborg | MCH Arena             | 24 de agosto | 14:00     | T.B.D        |
| SønderjyskE  | v.s.      | Brøndby   | Sydbank Park          | 24 de agosto | 16:00     | T.B.D        |
| Aarhus       | v.s.      | Vejle     | Ceres Park            | 24 de agosto | 18:00     | T.B.D        |
| Nordsjælland | v.s.      | Viborg    | Right to Dream Park   | 25 de agosto | 19:00     | T.B.D        |

| Jornada 7 | Jornada 7 | Jornada 7    | Jornada 7            | Jornada 7    | Jornada 7 | Jornada 7    |
| Local     | Resultado | Visitante    | Estadio              | Fecha        | Hora      | Espectadores |
| --------- | --------- | ------------ | -------------------- | ------------ | --------- | ------------ |
| Vejle     | v.s.      | Viborg       | Vejle Stadion        | 29 de agosto | 19:00     | T.B.D        |
| Aarhus    | v.s.      | Fredericia   | Ceres Park           | 31 de agosto | 14:00     | T.B.D        |
| Silkeborg | v.s.      | SønderjyskE  | JYSK Park            | 31 de agosto | 14:00     | T.B.D        |
| Odense    | v.s.      | Nordsjælland | Nature Energy Park   | 31 de agosto | 16:00     | T.B.D        |
| Randers   | v.s.      | Copenhague   | Cepheus Park Randers | 31 de agosto | 18:00     | T.B.D        |
| Brøndby   | v.s.      | Midtjylland  | Brøndby Stadium      | 31 de agosto | 20:00     | T.B.D        |

| Jornada 8    | Jornada 8 | Jornada 8   | Jornada 8 | Jornada 8   | Jornada 8   | Jornada 8    |
| Local        | Resultado | Visitante   | Estadio   | Fecha       | Hora        | Espectadores |
| ------------ | --------- | ----------- | --------- | ----------- | ----------- | ------------ |
| Viborg       | v.s.      | Aarhus      |           | Por definir | Por definir | T.B.D        |
| Brøndby      | v.s.      | Copenhague  |           | Por definir | Por definir | T.B.D        |
| Nordsjælland | v.s.      | Midtjylland |           | Por definir | Por definir | T.B.D        |
| Fredericia   | v.s.      | Vejle       |           | Por definir | Por definir | T.B.D        |
| SønderjyskE  | v.s.      | Randers     |           | Por definir | Por definir | T.B.D        |
| Silkeborg    | v.s.      | Odense      |           | Por definir | Por definir | T.B.D        |

| Jornada 9   | Jornada 9 | Jornada 9    | Jornada 9 | Jornada 9   | Jornada 9   | Jornada 9    |
| Local       | Resultado | Visitante    | Estadio   | Fecha       | Hora        | Espectadores |
| ----------- | --------- | ------------ | --------- | ----------- | ----------- | ------------ |
| Randers     | v.s.      | Nordsjælland |           | Por definir | Por definir | T.B.D        |
| Aarhus      | v.s.      | Brøndby      |           | Por definir | Por definir | T.B.D        |
| Copenhague  | v.s.      | Silkeborg    |           | Por definir | Por definir | T.B.D        |
| Vejle       | v.s.      | SønderjyskE  |           | Por definir | Por definir | T.B.D        |
| Odense      | v.s.      | Fredericia   |           | Por definir | Por definir | T.B.D        |
| Midtjylland | v.s.      | Viborg       |           | Por definir | Por definir | T.B.D        |

| Jornada 10   | Jornada 10 | Jornada 10 | Jornada 10 | Jornada 10  | Jornada 10  | Jornada 10   |
| Local        | Resultado  | Visitante  | Estadio    | Fecha       | Hora        | Espectadores |
| ------------ | ---------- | ---------- | ---------- | ----------- | ----------- | ------------ |
| Nordsjælland | v.s.       | Aarhus     |            | Por definir | Por definir | T.B.D        |
| Silkeborg    | v.s.       | Vejle      |            | Por definir | Por definir | T.B.D        |
| Midtjylland  | v.s.       | Randers    |            | Por definir | Por definir | T.B.D        |
| Brøndby      | v.s.       | Odense     |            | Por definir | Por definir | T.B.D        |
| Viborg       | v.s.       | Fredericia |            | Por definir | Por definir | T.B.D        |
| SønderjyskE  | v.s.       | Copenhague |            | Por definir | Por definir | T.B.D        |

| Jornada 11 | Jornada 11 | Jornada 11   | Jornada 11 | Jornada 11  | Jornada 11  | Jornada 11   |
| Local      | Resultado  | Visitante    | Estadio    | Fecha       | Hora        | Espectadores |
| ---------- | ---------- | ------------ | ---------- | ----------- | ----------- | ------------ |
| Copenhague | v.s.       | Midtjylland  |            | Por definir | Por definir | T.B.D        |
| Aarhus     | v.s.       | Silkeborg    |            | Por definir | Por definir | T.B.D        |
| Odense     | v.s.       | SønderjyskE  |            | Por definir | Por definir | T.B.D        |
| Fredericia | v.s.       | Brøndby      |            | Por definir | Por definir | T.B.D        |
| Vejle      | v.s.       | Nordsjælland |            | Por definir | Por definir | T.B.D        |
| Randers    | v.s.       | Viborg       |            | Por definir | Por definir | T.B.D        |

### Segunda vuelta
| Jornada 12   | Jornada 12 | Jornada 12 | Jornada 12 | Jornada 12  | Jornada 12  | Jornada 12   |
| Local        | Resultado  | Visitante  | Estadio    | Fecha       | Hora        | Espectadores |
| ------------ | ---------- | ---------- | ---------- | ----------- | ----------- | ------------ |
| Midtjylland  | v.s.       | Vejle      |            | Por definir | Por definir | T.B.D        |
| Silkeborg    | v.s.       | Copenhague |            | Por definir | Por definir | T.B.D        |
| Viborg       | v.s.       | Odense     |            | Por definir | Por definir | T.B.D        |
| Brøndby      | v.s.       | Aarhus     |            | Por definir | Por definir | T.B.D        |
| SønderjyskE  | v.s.       | Fredericia |            | Por definir | Por definir | T.B.D        |
| Nordsjælland | v.s.       | Randers    |            | Por definir | Por definir | T.B.D        |

| Jornada 13 | Jornada 13 | Jornada 13 | Jornada 13 | Jornada 13  | Jornada 13  | Jornada 13   |
| Local      | Resultado  | Visitante  | Estadio    | Fecha       | Hora        | Espectadores |
| ---------- | ---------- | ---------- | ---------- | ----------- | ----------- | ------------ |
|            | v.s.       |            |            | Por definir | Por definir | T.B.D        |
|            | v.s.       |            |            | Por definir | Por definir | T.B.D        |
|            | v.s.       |            |            | Por definir | Por definir | T.B.D        |
|            | v.s.       |            |            | Por definir | Por definir | T.B.D        |
|            | v.s.       |            |            | Por definir | Por definir | T.B.D        |
|            | v.s.       |            |            | Por definir | Por definir | T.B.D        |

| Jornada 14 | Jornada 14 | Jornada 14 | Jornada 14 | Jornada 14  | Jornada 14  | Jornada 14   |
| Local      | Resultado  | Visitante  | Estadio    | Fecha       | Hora        | Espectadores |
| ---------- | ---------- | ---------- | ---------- | ----------- | ----------- | ------------ |
|            | v.s.       |            |            | Por definir | Por definir | T.B.D        |
|            | v.s.       |            |            | Por definir | Por definir | T.B.D        |
|            | v.s.       |            |            | Por definir | Por definir | T.B.D        |
|            | v.s.       |            |            | Por definir | Por definir | T.B.D        |
|            | v.s.       |            |            | Por definir | Por definir | T.B.D        |
|            | v.s.       |            |            | Por definir | Por definir | T.B.D        |

| Jornada 15 | Jornada 15 | Jornada 15 | Jornada 15 | Jornada 15  | Jornada 15  | Jornada 15   |
| Local      | Resultado  | Visitante  | Estadio    | Fecha       | Hora        | Espectadores |
| ---------- | ---------- | ---------- | ---------- | ----------- | ----------- | ------------ |
|            | v.s.       |            |            | Por definir | Por definir | T.B.D        |
|            | v.s.       |            |            | Por definir | Por definir | T.B.D        |
|            | v.s.       |            |            | Por definir | Por definir | T.B.D        |
|            | v.s.       |            |            | Por definir | Por definir | T.B.D        |
|            | v.s.       |            |            | Por definir | Por definir | T.B.D        |
|            | v.s.       |            |            | Por definir | Por definir | T.B.D        |

| Jornada 16 | Jornada 16 | Jornada 16 | Jornada 16 | Jornada 16  | Jornada 16  | Jornada 16   |
| Local      | Resultado  | Visitante  | Estadio    | Fecha       | Hora        | Espectadores |
| ---------- | ---------- | ---------- | ---------- | ----------- | ----------- | ------------ |
|            | v.s.       |            |            | Por definir | Por definir | T.B.D        |
|            | v.s.       |            |            | Por definir | Por definir | T.B.D        |
|            | v.s.       |            |            | Por definir | Por definir | T.B.D        |
|            | v.s.       |            |            | Por definir | Por definir | T.B.D        |
|            | v.s.       |            |            | Por definir | Por definir | T.B.D        |
|            | v.s.       |            |            | Por definir | Por definir | T.B.D        |

| Jornada 17 | Jornada 17 | Jornada 17 | Jornada 17 | Jornada 17  | Jornada 17  | Jornada 17   |
| Local      | Resultado  | Visitante  | Estadio    | Fecha       | Hora        | Espectadores |
| ---------- | ---------- | ---------- | ---------- | ----------- | ----------- | ------------ |
|            | v.s.       |            |            | Por definir | Por definir | T.B.D        |
|            | v.s.       |            |            | Por definir | Por definir | T.B.D        |
|            | v.s.       |            |            | Por definir | Por definir | T.B.D        |
|            | v.s.       |            |            | Por definir | Por definir | T.B.D        |
|            | v.s.       |            |            | Por definir | Por definir | T.B.D        |
|            | v.s.       |            |            | Por definir | Por definir | T.B.D        |

| Jornada 18 | Jornada 18 | Jornada 18 | Jornada 18 | Jornada 18  | Jornada 18  | Jornada 18   |
| Local      | Resultado  | Visitante  | Estadio    | Fecha       | Hora        | Espectadores |
| ---------- | ---------- | ---------- | ---------- | ----------- | ----------- | ------------ |
|            | v.s.       |            |            | Por definir | Por definir | T.B.D        |
|            | v.s.       |            |            | Por definir | Por definir | T.B.D        |
|            | v.s.       |            |            | Por definir | Por definir | T.B.D        |
|            | v.s.       |            |            | Por definir | Por definir | T.B.D        |
|            | v.s.       |            |            | Por definir | Por definir | T.B.D        |
|            | v.s.       |            |            | Por definir | Por definir | T.B.D        |

| Jornada 19 | Jornada 19 | Jornada 19 | Jornada 19 | Jornada 19  | Jornada 19  | Jornada 19   |
| Local      | Resultado  | Visitante  | Estadio    | Fecha       | Hora        | Espectadores |
| ---------- | ---------- | ---------- | ---------- | ----------- | ----------- | ------------ |
|            | v.s.       |            |            | Por definir | Por definir | T.B.D        |
|            | v.s.       |            |            | Por definir | Por definir | T.B.D        |
|            | v.s.       |            |            | Por definir | Por definir | T.B.D        |
|            | v.s.       |            |            | Por definir | Por definir | T.B.D        |
|            | v.s.       |            |            | Por definir | Por definir | T.B.D        |
|            | v.s.       |            |            | Por definir | Por definir | T.B.D        |

| Jornada 20 | Jornada 20 | Jornada 20 | Jornada 20 | Jornada 20  | Jornada 20  | Jornada 20   |
| Local      | Resultado  | Visitante  | Estadio    | Fecha       | Hora        | Espectadores |
| ---------- | ---------- | ---------- | ---------- | ----------- | ----------- | ------------ |
|            | v.s.       |            |            | Por definir | Por definir | T.B.D        |
|            | v.s.       |            |            | Por definir | Por definir | T.B.D        |
|            | v.s.       |            |            | Por definir | Por definir | T.B.D        |
|            | v.s.       |            |            | Por definir | Por definir | T.B.D        |
|            | v.s.       |            |            | Por definir | Por definir | T.B.D        |
|            | v.s.       |            |            | Por definir | Por definir | T.B.D        |

| Jornada 21 | Jornada 21 | Jornada 21 | Jornada 21 | Jornada 21  | Jornada 21  | Jornada 21   |
| Local      | Resultado  | Visitante  | Estadio    | Fecha       | Hora        | Espectadores |
| ---------- | ---------- | ---------- | ---------- | ----------- | ----------- | ------------ |
|            | v.s.       |            |            | Por definir | Por definir | T.B.D        |
|            | v.s.       |            |            | Por definir | Por definir | T.B.D        |
|            | v.s.       |            |            | Por definir | Por definir | T.B.D        |
|            | v.s.       |            |            | Por definir | Por definir | T.B.D        |
|            | v.s.       |            |            | Por definir | Por definir | T.B.D        |
|            | v.s.       |            |            | Por definir | Por definir | T.B.D        |

| Jornada 22 | Jornada 22 | Jornada 22 | Jornada 22 | Jornada 22  | Jornada 22  | Jornada 22   |
| Local      | Resultado  | Visitante  | Estadio    | Fecha       | Hora        | Espectadores |
| ---------- | ---------- | ---------- | ---------- | ----------- | ----------- | ------------ |
|            | v.s.       |            |            | Por definir | Por definir | T.B.D        |
|            | v.s.       |            |            | Por definir | Por definir | T.B.D        |
|            | v.s.       |            |            | Por definir | Por definir | T.B.D        |
|            | v.s.       |            |            | Por definir | Por definir | T.B.D        |
|            | v.s.       |            |            | Por definir | Por definir | T.B.D        |
|            | v.s.       |            |            | Por definir | Por definir | T.B.D        |

## Estadísticas

### Récords
- Primer gol de la temporada: Anotado por Jeppe Grønning, en el Viborg 2 – 3 Copenhague (18 de julio de 2025)
- Mayor número de goles marcados en un partido: 8 goles, Midtjylland 6 – 2 SønderjyskE (28 de julio de 2025)
- Partido con más espectadores: 22 403, en el Copenhague 2 – 0 Vejle (26 de julio de 2025)
- Partido con menos espectadores: 2 715, en el Fredericia 2 – 3 Nordsjælland (20 de julio de 2025)
- Mayor victoria local: Midtjylland 6 – 2 SønderjyskE (28 de julio de 2025); Vejle 4 – 0 Odense (1 de agosto de 2025)
- Mayor victoria visitante: Silkeborg 0 – 2 Fredericia (27 de julio de 2025); Fredericia 0 – 2 Copenhague (1 de agosto de 2025); Brøndby 0 – 2 Viborg (3 de agosto de 2025)

### Máximos goleadores
Datos actualizados a 3 de agosto de 2025.
| Pos. | Jugador              | Equipo       | Goles | Part. | Prom. |
| ---- | -------------------- | ------------ | ----- | ----- | ----- |
| 1    | Franculino Djú       | Midtjylland  | 5     | 2     | 2.5   |
| 2    | Elias Achouri        | Copenhague   | 2     | 3     | 0.67  |
| 2    | Filip Bundgaard      | Brøndby      | 2     | 3     | 0.67  |
| 2    | Gustav Marcussen     | Fredericia   | 2     | 3     | 0.67  |
| 2    | Jordan Larsson       | Copenhague   | 2     | 3     | 0.67  |
| 2    | Mikkel Duelund       | Vejle        | 2     | 3     | 0.67  |
| 2    | Nicolas Bürgy        | Odense       | 2     | 3     | 0.67  |
| 2    | Noah Ganaus          | Odense       | 2     | 3     | 0.67  |
| 2    | Prince Amoako Junior | Nordsjælland | 2     | 3     | 0.67  |

### Máximos asistentes
Datos actualizados a 3 de agosto de 2025.
| Pos. | Jugador          | Equipo       | Asis. | Part. | Prom. |
| ---- | ---------------- | ------------ | ----- | ----- | ----- |
| 1    | Bismark Edjeodji | Vejle        | 3     | 3     | 1     |
| 2    | Anosike Ementa   | Viborg       | 2     | 3     | 0.67  |
| 2    | Aral Şimşir      | Midtjylland  | 2     | 3     | 0.67  |
| 2    | Caleb Yirenkyi   | Nordsjælland | 2     | 3     | 0.67  |
| 2    | Nicolai Vallys   | Brøndby      | 2     | 3     | 0.67  |
| 2    | Thomas Delaney   | Copenhague   | 2     | 3     | 0.67  |

### Mejor portero
Datos actualizados a 3 de agosto de 2025.
| Pos. | Jugador             | Equipo       | Goles recibidos | Part. | Coef. |
| ---- | ------------------- | ------------ | --------------- | ----- | ----- |
| 1    | Dominik Kotarski    | Copenhague   | 2               | 3     | 0.67  |
| 1    | Jannich Storch      | Randers      | 2               | 3     | 0.67  |
| 1    | Patrick Pentz       | Brøndby      | 2               | 3     | 0.67  |
| 4    | Igor Vekić          | Vejle        | 3               | 3     | 1     |
| 5    | Jesper Hansen       | Aarhus       | 2               | 2     | 1     |
| 6    | Ovie Ejeheri        | Fredericia   | 3               | 2     | 1.5   |
| 7    | Jonas Lössl         | Midtjylland  | 5               | 3     | 1.67  |
| 8    | Lucas Lund Pedersen | Viborg       | 6               | 3     | 2     |
| 8    | Nicolai Larsen      | Silkeborg    | 6               | 3     | 2     |
| 8    | William Lykke       | Nordsjælland | 6               | 3     | 2     |

### Hat-tricks o pókers
Aquí se encuentra la lista de hat-tricks y póker de goles (en general, tres o más goles marcados por un jugador en un mismo encuentro) conseguidos en la temporada.
| Fecha      | Jugador        | Goles       | Local       | Resultado | Visitante   | Jornada   |
| ---------- | -------------- | ----------- | ----------- | --------- | ----------- | --------- |
| 28/07/2025 | Franculino Djú | 17' 35' 75' | Midtjylland | 6 – 2     | SønderjyskE | Jornada 2 |

## Fichajes

### Fichajes más caros del mercado de verano
| Jugador              | Club de destino | Club de origen    | Precio (€) |
| -------------------- | --------------- | ----------------- | ---------- |
| Youssoufa Moukoko    | Copenhague      | Borussia Dortmund | 5.000.000  |
| Dominik Kotarski     | Copenhague      | PAOK              | 5.000.000  |
| Dominik Sarapata     | Copenhague      | Górnik Zabrze     | 4.000.000  |
| Nicklas Røjkjær      | Nordsjælland    | Mjällby           | 1.650.000  |
| Pantelis Hatzidiakos | Copenhague      | Cagliari          | 1.500.000  |
| Marcos López         | Copenhague      | Feyenoord         | 1.200.000  |
| Junnosuke Suzuki     | Copenhague      | Shonan Bellmare   | 1.200.000  |
| Oliver Villadsen     | Brøndby         | Nürnberg          | 750.000    |
| Sami Jalal Karchoud  | Viborg          | Kolding           | 600.000    |
| Magnus Jensen        | SønderjyskE     | Lyngby            | 400.000    |

| Datos actualizados a 22 de julio de 2025. Fuentes: |

### Ventas más caros del mercado de verano
| Jugador              | Club de destino   | Club de origen | Precio (€) |
| -------------------- | ----------------- | -------------- | ---------- |
| Mario Dorgeles       | Sporting Braga    | Nordsjælland   | 11.000.000 |
| Yuito Suzuki         | Friburgo          | Brøndby        | 10.000.000 |
| Mathias Kvistgaarden | Norwich City      | Brøndby        | 8.000.000  |
| Daniel Svensson      | Borussia Dortmund | Nordsjælland   | 6.500.000  |
| Luca Kjerrumgaard    | Udinese           | Odense         | 5.000.000  |
| Isak Jensen          | AZ Alkmaar        | Viborg         | 4.000.000  |
| Roony Bardghji       | Barcelona Atlètic | Copenhague     | 2.500.000  |
| Sebastian Sebulonsen | Colonia           | Brøndby        | 2.500.000  |
| Denis Vavro          | Wolfsburgo        | Copenhague     | 2.000.000  |
| Jan Kuchta           | Sparta Praga      | Midtjylland    | 2.000.000  |

| Datos actualizados a 22 de julio de 2025. Fuentes: |